# Spaelotis sinophysa
Spaelotis sinophysa là một loài bướm đêm trong họ Noctuidae.